# Zelowan falciformis
Zelowan falciformis Murphy & Russell-Smith, 2010 è un ragno appartenente alla famiglia Gnaphosidae.

## Etimologia
Il nome della specie deriva dal latino falciformis, che significa che ha forma di falce, in riferimento alla forma della punta dell'apofisi tegolare del pedipalpo maschile.

## Caratteristiche
L'olotipo maschile rinvenuto ha lunghezza totale è di 4,58mm; la lunghezza del cefalotorace è di 1,30mm; e la larghezza è di 1,00mm.

## Distribuzione
La specie è stata reperita nel Congo orientale: l'olotipo maschile è stato rinvenuto a Musumumnbu, a 1420 metri di altitudine nei pressi di Lubero, appartenente alla provincia del Kivu Nord.

## Tassonomia
Al 2016 non sono note sottospecie e dal 2010 non sono stati esaminati nuovi esemplari.